# Salebriacus odiosella
Salebriacus odiosella är en fjärilsart som beskrevs av George Duryea Hulst 1887. Salebriacus odiosella ingår i släktet Salebriacus och familjen mott. Inga underarter finns listade i Catalogue of Life.